# Hippospongia communis
Hippospongia communis — вид звичайних губок родини Spongiidae.

## Поширення
Вид поширений на сході Атлантики та в Середземному морі. Трапляється у водах зі скелястим дном.

## Опис
Губка жовто-коричневого або темно-коричневого забарвлення. Вона має досить великі пори у яких можуть жити різні морські організми. У віці 5-7 років губка сягає 30 см у радіусі. Максимально вона може виростати до 1 метра.

## Спосіб життя
Hippospongia communis розмножується статевим способом у будь-яку пору року. Вона є гермафродитом, тобто має як чоловічі, так і жіночі репродуктивні органи одночасно. Часи відтворення синхронізований в різних місцях, де мешкає H. communis, тобто всі губки певної місцевості випускають одночасно яйцеклітини та сперматозоїди у товщу води, де відбувається запліднення. Личинка має планктонну, вільноживучу стадію, поки не знайде тверду поверхню, де вона зможе прикріпитися. Більшість личинок гине на цих перших стадіях розвитку.

## Використання
Ще у Давньому Римі та Давньому Єгипті використовували пористе тіло губки у косметичних цілях, як засіб гігієни, в медицині, як контрацептив, у мистецтві для нанесення структури.